# Batalla de l'IJzer
La batalla de l'IJzer va ser una batalla durant la Primera Guerra Mundial entre el 18 i 31 d'octubre del 1914, a la vall del riu IJzer. La victòria dels aliats va parar l'exèrcit alemany, a un cost humà enorme.

## Antecedents
La cursa cap al mar fou un conjunt d'operacions militars al front occidental de la Primera Guerra Mundial, entre mitjan setembre i final d'octubre de 1914. Després de la primera batalla del Marne i la retirada alemanya fins a l'Aisne, ambdós bàndols iniciaren una sèrie de maniobres de flanqueig mutu i posterior atrinxerament, en què intentaven sobrepassar a l'enemic pel seu flanc septentrional.

## Batalla

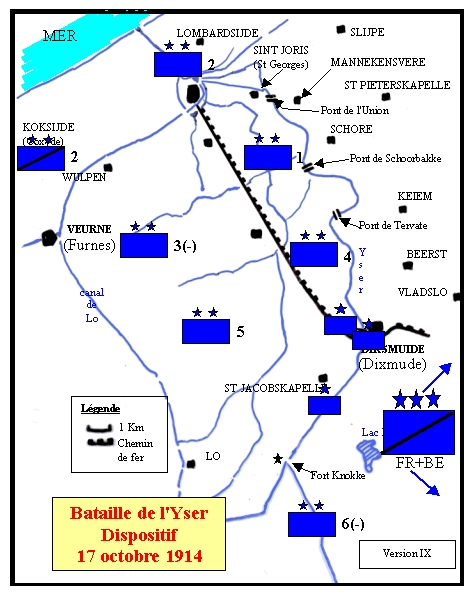
Posicions dels batallons belgues

Des del 26 d'octubre Karel Cogge i Hendrik Geeraert van dur a terme el pla d'obrir a plenamar les rescloses de desguàs del Ganzepoot a Nieuwpoort i els pòlders van quedar inundats i van encerclar les forces alemanyes per darrere, que van decidir retreure's la nit del 30 d'octubre.

## Conseqüències
La campanya va continuar darrere aquesta línia de front i el 10 de novembre, els alemanys van ocupar la ciutat de Diksmuide. El front de l'IJzer s'hi va quedar, les batalles de trinxeres van continuar fins a la fi de la guerra, amb de vegades «guanys» d'uns desenes de metres en una direcció o l'altre. Malgrat la victória aliada, la major part del país va ser ocupada per alemanya, excepte un cinc per cent del territori darrere l'IJzer.